# Regio Esercito
El Regio Esercito (en català: «Exèrcit Reial») va ser l'exèrcit del Regne d'Itàlia des de la unificació del país, el 1861, fins al naixement de la República Italiana el 1946. Amb l'abolició de la monarquia, l'exèrcit va canviar de nom passant a dir-se Esercito italiano.

## Història
Regio Esercito italiano va ser el nom que va adoptar, per decret, la unió de l'Exèrcit Sardo-Piemontès amb molts altres exèrcits que funcionaven abans de la unificació italiana. Mitjançant un decret, signat el 4 de maig de 1861 pel ministre Manfredo Fanti, l'exèrcit assumirà aquest nom a partir de 1884.

### 1861 - 1914

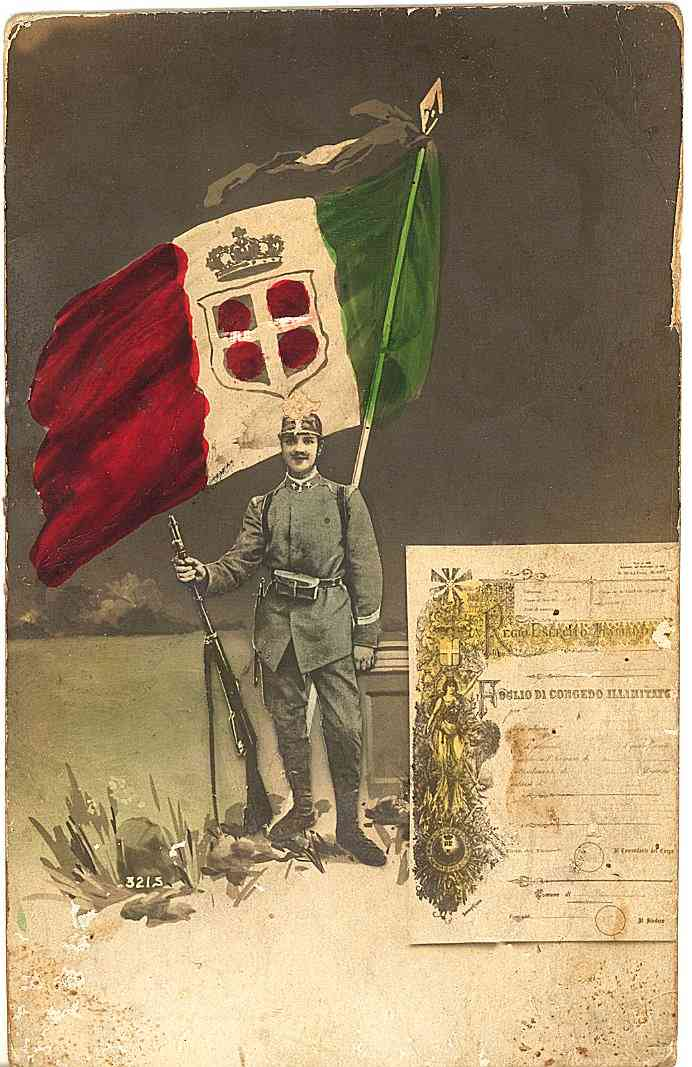
Postal del Regio Esercito

Les primeres accions de l'acabat de constituir Regio Esercito es van concentrar en la consolidació de la unitat acabada d'aconseguir, mitjançant el combat a les guerrilles organitzades al sud del país, contràries al que consideraven una invasió, moviment conegut com a «brigantisme», que es va mantenir actiu almenys fins al 1870.
El seu baptisme de foc, en una guerra regular, es va portar a terme el 1866, afrontant-se al costat de Prússia a l'Imperi Austrohongarès, en la denominada a Tercera Guerra de la Independència Italiana. Després de la qual Itàlia es va annexar el Vèneto, el Friuli i la Província de Màntua.
El 1870, sota el comandament de Raffaele Cadorna, -amb un grup de Bersaglieri del IV Cos d'Exèrcit-, i el seu fill Luigi Cadorna - amb el 2n Regiment d'Artilleria-, van aconseguir penetrar els murs de Roma aleshores part de l'Estat Pontifici, a un costat de la porta Pia, ocupant la ciutat i transformant-la en la capital del país, a l'any següent, en traslladar la capital des de Florència.
Entre 1895 i 1896 fou derrotat per l'Imperi Etíop de Menelik II, distingint la regió com l'única capaç de resistir la dominació colonial europea durant la Cursa per l'Àfrica.
El 29 de setembre 1911 es va iniciar la Guerra italo-turca, amb l'Esercito Regio que va entrar el 5 d'octubre a Trípoli, a la primavera de 1912 va ocupar el Dodecanès i va acabar conquistant el Fezzan el 1914.

### Primera Guerra Mundial

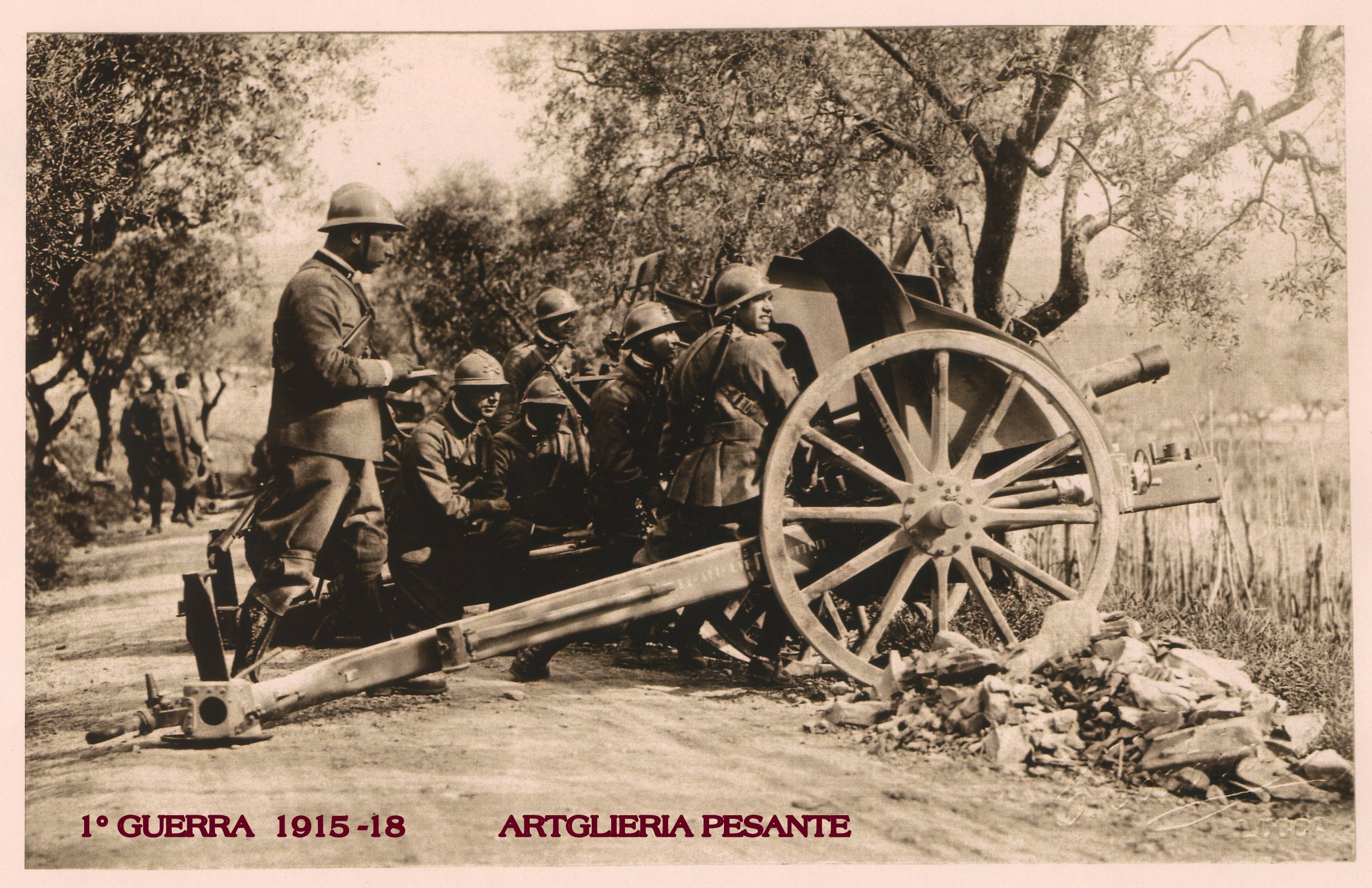
Una peça d'artilleria italiana durant la Primera Guerra Mundial

Itàlia va mobilitzar 5.615.000 homes. El 23 de maig de 1915, va entrar en guerra del costat de la Triple Entesa.
La derrota a la batalla de Caporetto a la tardor de 1917 -entre el 24 d'octubre i el 9 de novembre de 1917-, va provocar la dimissió del cap de l'estat major italià Luigi Cadorna, que va ser reemplaçat pel general Armando Diaz, qui va reorganitzar l'exèrcit i va instal·lar Línies de defensa al llarg del riu Piave. La Batalla del Mont Grappa -15-23 de juny de 1918-, va ser una victòria decisiva de l'exèrcit italià durant la Primera Guerra Mundial.
El conflicte va mobilitzar aproximadament 4.000.000 de militars, n'hi va haver prop de 600.000 morts i 1.500.000 entre ferits i discapacitats.

### Entreguerres (1919 -1939)

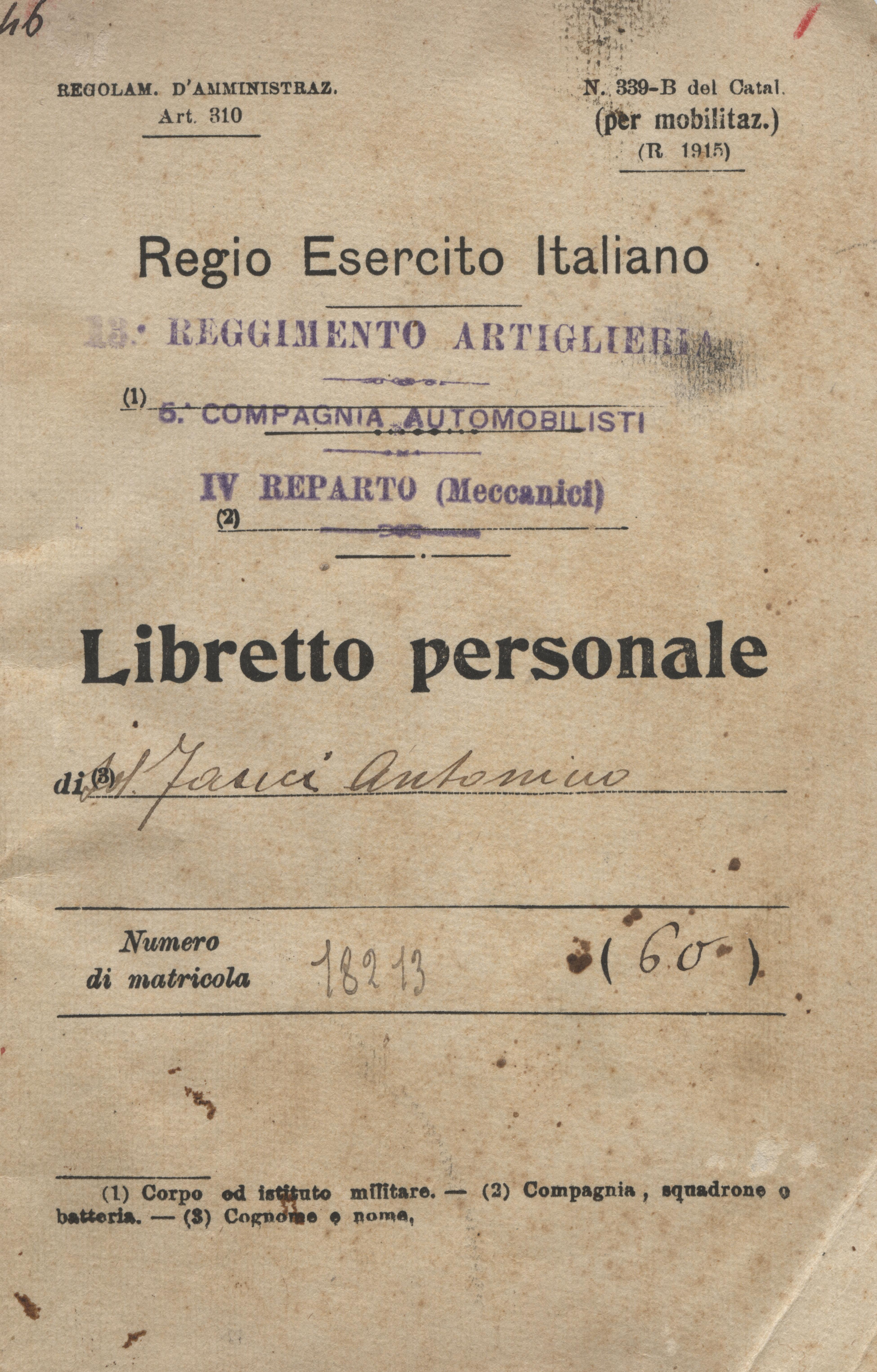
El llibret d'un soldat del Regio Esercito (13è Regiment d'Artilleria) entre les dues guerres mundials.

Després de la conclusió victoriosa a la Primera Guerra Mundial, el Regio Esercito va ser reduït amb l'acomiadament de la majoria dels regiments de cavalleria i infanteria. El 1922 va ser necessari intervenir a Líbia on els rebels s'havien aprofitat de la Primera Guerra Mundial per sostreure territoris italians, i un any més tard, el Servei d'Aeronautica, se separa del Regio Esercito, per independitzar-se i formar la Regia Aeronautica.
En aquests anys també es va crear el primer cos de paracaigudistes i blindats, la primera unitat va ser una companyia d'infanteria líbia amb els comandaments formats per oficials i sotsoficials italians que van realitzar el primer llançament 28 de març 1938 a Castel Benito, Líbia. Als anys trenta, les tropes colonials italianes van col·laborar amb les nacionals durant el terme de l'ocupació de Somàlia, que fins aleshores estava només parcialment controlada per les tropes italianes a les zones prop de la capital, Mogadiscio, i amb algunes guarnicions al llarg de la costa. 1935 va ser l'any de l'inici de la guerra a Etiòpia en la qual el Regio Esercito va participar creuant el Mareb el 3 d'octubre i entrant a Addis Abeba, el 5 de maig de 1936.
Amb l'esclat de la Guerra Civil Espanyola el 1936, va participar a Espanya en el suport de les tropes nacionalistes de Francisco Franco amb el Corpo Truppe Volontarie, mentre que a l'abril de 1939, les tropes de Mussolini van envair les ciutats més importants de l'antic regne de Zogú I d'Albània.

## Segona Guerra Mundial

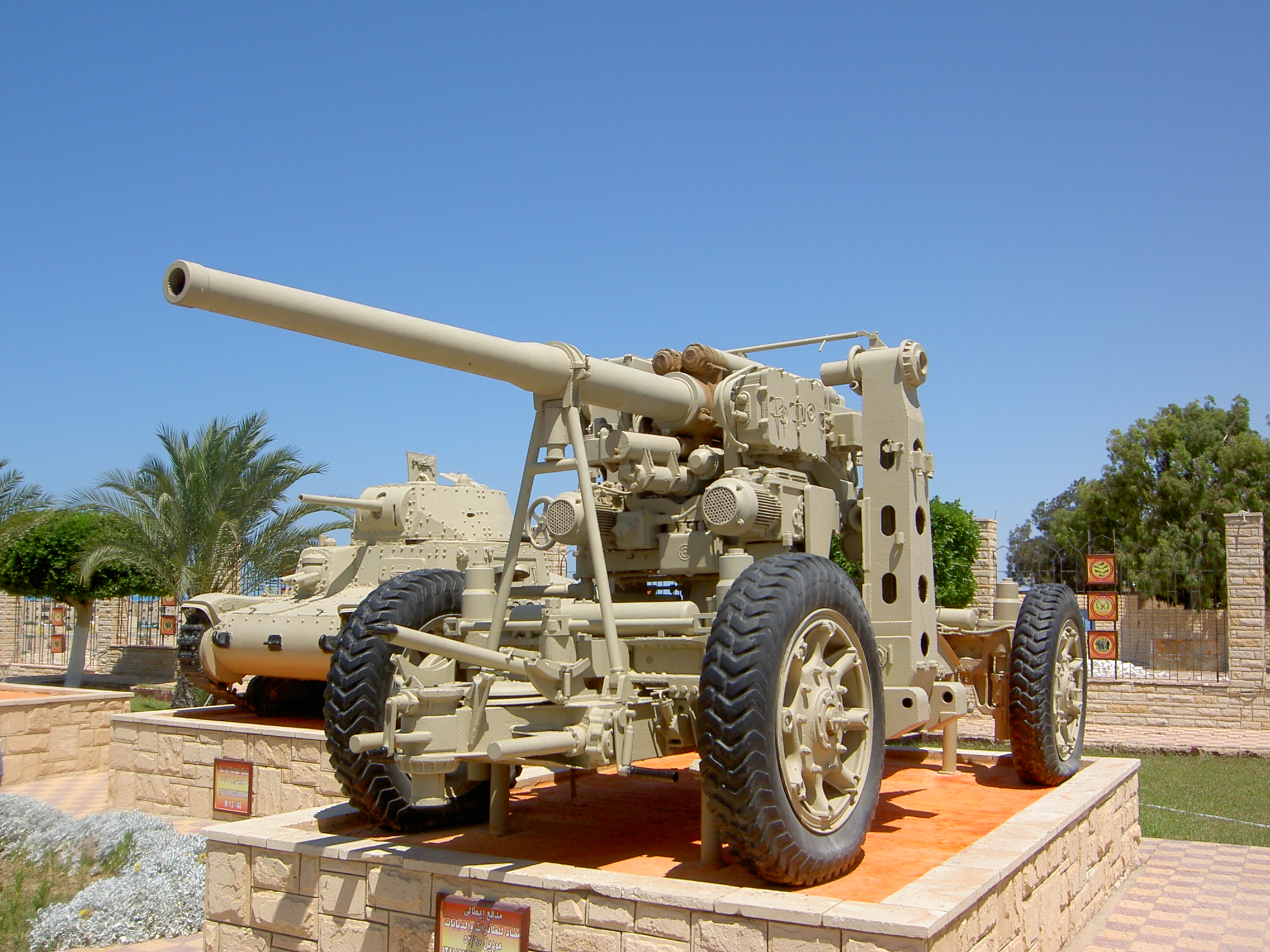
Canó 90/53 Mod 39

El setembre del 1939, quan Alemanya va envair Polònia, Benito Mussolini conscient del fet que els conflictes d'Etiòpia i d'Espanya havien influït molt en les baixes de militars i la modernització de l'exèrcit, va decidir no intervenir.
El gran èxit dels alemanys i la impressió que el conflicte no duraria molt de temps, van induir a Mussolini per participar en la guerra el 10 de juny de 1940. El Regi Esercito, reforçat per 75 divisions, presentava greus deficiències en l'armament. L'artilleria era de la primera guerra mundial, els tancs eren lleugers amb armadura L'èxit llampant dels alemanys i la impressió que el conflicte no duraria molt de temps, van induir a Mussolini per participar en la guerra el 10 de juny de 1940. El Regio Esercito, reforçat per 75 divisions, presentava greus deficiències a l'armament. L'artilleria era de la primera guerra mundial, els tancs eren lleugers amb carcassa i armament insuficient. No hi havia vehicles de motor, les metralladores eren insuficients, els uniformes eren de mala qualitat i mancaven d'equips idonis per a les zones on s'havia d'operar: Líbia, la Unió Soviètica, Albània, Grècia.
La batalla dels Alps occidentals contra França va ser la primera operació en què va participar el Regio Esercito durant la Segona Guerra Mundial, es va resoldre amb una victòria tàctica equilibrada per l'ocupació italiana d'algunes àrees al llarg de la frontera segón l'Armistici de Vil·la Incisa, signat per la part italiana pel general Pietro Badoglio.

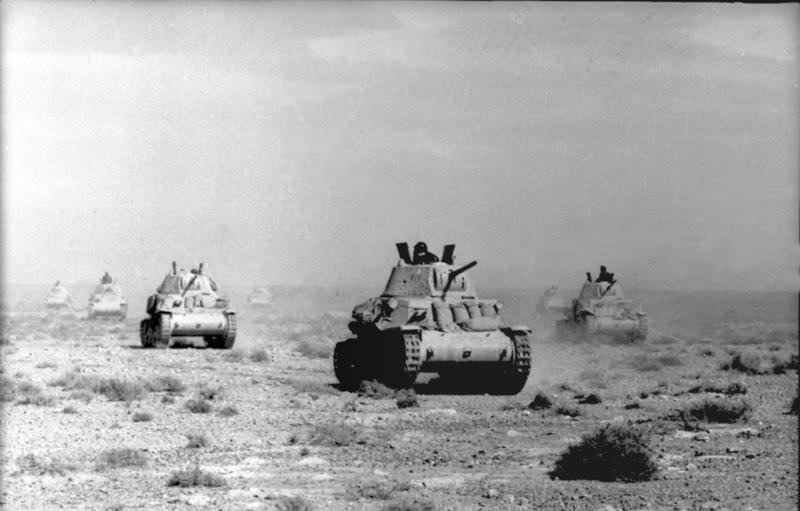
Tanc italià M13/40 (abril/maig de 1941)

A l'octubre de 1940 es va iniciar la guerra italo-grega, l'operació va resultar mal planificada amb els soldats italians que es van veure superats en nombre i en una situació logística difícil, respecte dels grecs, per tant van ser rebutjats fins a les fronteres d'Albània. El factor decisiu en el desenllaç del conflicte va ser la intervenció alemanya en la batalla de Grècia. Al mateix temps de l'acció a Grècia per part de l'Alemanya nazi, els italians i els hongaresos van envair Iugoslàvia en onze dies -6 al 17 d'abril de 1941-. El juliol de 1941 Mussolini va decidir enviar al Front Oriental una força expedicionària italiana reunida al CSIR («Cos expedicionari italià a Rússia») i es va ampliar un any més tard per crear l'ARMIR («exèrcit italià a Rússia»). L'Exèrcit Roig i el rigor del clima soviètic a l'hivern van posar en una dura prova als soldats italians en el front, aclaparats per l'Operació Saturn i l'ofensiva Ostrogorzk-Rossoš. Prop de 80.000 militars no van retornar mai a Itàlia.
El juliol de 1943 els aliats van envair Sicília i van prendre l'illa en menys d'un mes, fet que va comportar la capitulació italiana. El general Pietro Badoglio es va fer càrrecdel govern italià, i van començar les negociacions del'Armistici entre Itàlia i les forces aliades que va ser signat el 3 de setembre i declarat públicament el 8 de setembre de 1943.
La Segona Guerra Mundial va costar al Regio Esercito 161.729 morts o desapareguts fins al 8 de setembre de 1943, 73.277 en el període setembre-octubre de 1943, al voltant de 12.000 en la lluita d'alliberació i sobre unes 60.000 persones van morir als camps de concentració.

## Canvi de nom
Amb el naixement de la República Italiana, i la decisió d'Umbert II d'abandonar el país, després de dissoldre l'exèrcit del seu jurament de lleialtat al rei, però no per al país, el Regio Esercito va passar a canviar el nom pel d'Exèrcit Italià.